# Viñas
Viñas – gmina w Hiszpanii, w prowincji Zamora, w Kastylii i León, o powierzchni 39,96 km². W 2011 roku gmina liczyła 225 mieszkańców.